# 농공단지길 (안성시)
농공단지길(農公團地-)은 경기도 안성시 미양면에 있는 도로로, 총 연장은 227m이다. 도로명은 공공시설명인 농공단지를 활용하여 농공단지길로 명명되며, 이 도로는 구수리에만 관통되어 있다.

## 지리
- 통과하는 지자체 : 경기도 안성시 미양면
- 통과하는 도로 : 안성대로 (국가지원지방도 제23호선)
- 주변에 있는 시설 : CJ제일제당 안성공장, 롯데칠성음료 안성2공장, 토담, 푸른원, 청학에프앤씨